# Aquaesfera

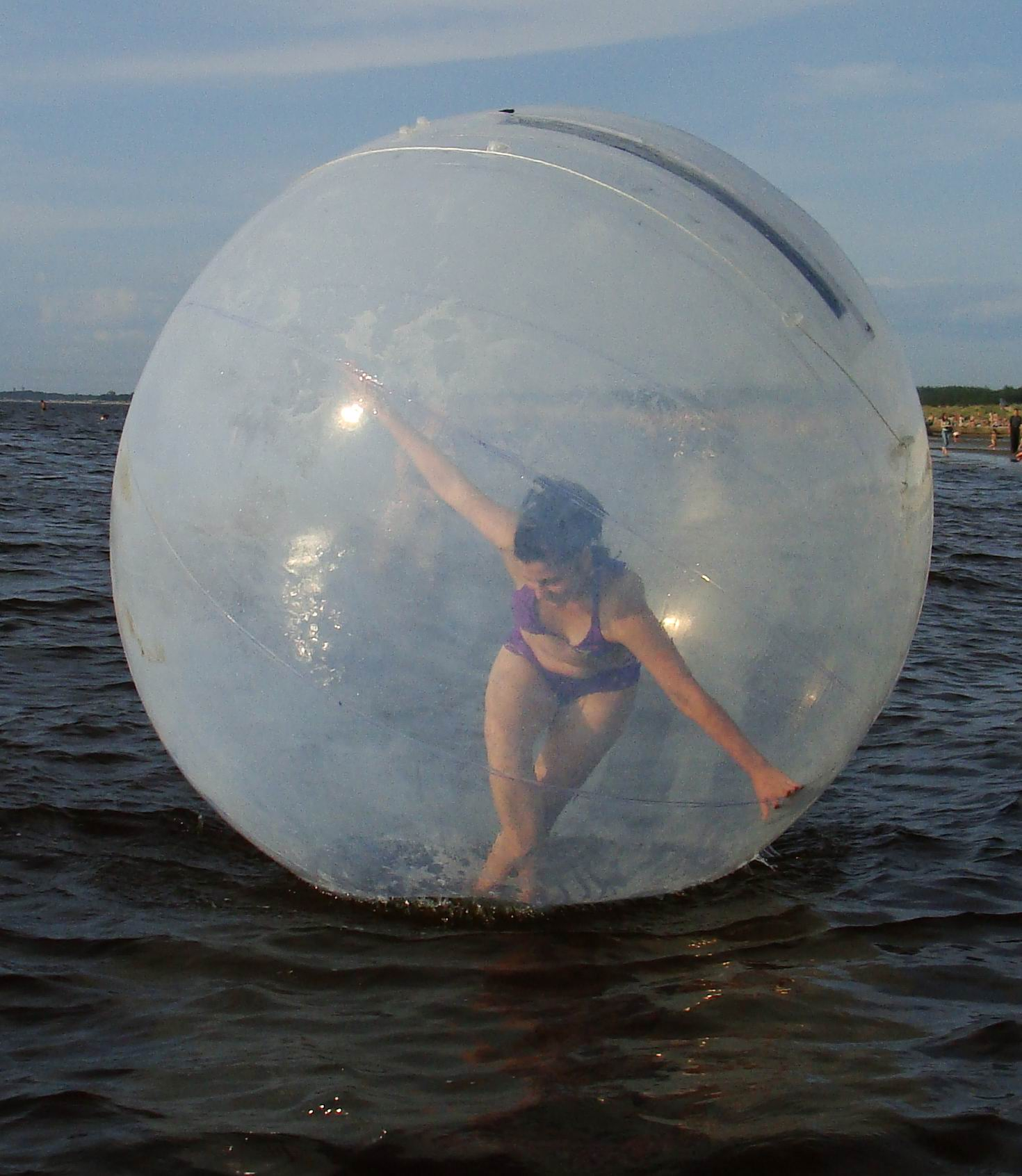
Una aquaesfera.

Una aquaesfera, es un objeto para el entretenimiento acuático y el ejercicio, el cual consiste en una gran esfera inflable que permite a una persona penetrar en su interior y "caminar" sobre la superficie de un cuerpo de agua. También es llamada esfera acuática, esfera acuática inflable, burbuja acuática, pelota inflable para caminar, esfera para agua, acuesfera, burbuja humana, balón para caminar, balón inflable para caminar, pelota para caminar, etc.

## Características
El diámetro puede ser de dos metros, para personas adultas, o menor en el caso de los diseños para niños. La persona penetra mediante una entrada la cual tiene un sistema de apertura externa, mediante cremallera o cierre. Luego de que la persona se introduce en su interior, se conecta por una apertura a una bomba de aire, la cual la infla en aproximadamente un minuto. Finalmente, cierran dicha apertura, volviéndola hermética.
Fueron diseñadas para ser utilizadas en cuerpos acuáticos que presenten aguas con poco o nulo movimiento, como piscinas, puertos deportivos, lagunas, lagos, etc. Si bien pueden rodar sobre otras superficies, como hielo o césped, hay mayor riesgo de daños en su superficie.
Un tipo de diseño similar a la aquaesfera es la cilíndrica, la cual se mantiene permanentemente abierta hacia ambos lados.

### Materiales
Las esferas pueden ser construidas en diversos materiales, mayormente se emplea el policloruro de vinilo (PVC) —con grosores de entre 0,7 a 1,0 mm—, o poliuretano termoplástico (TPU), que es un material de mayor costo. El principal fabricante es China. Su almacenaje es plano y pesa alrededor de 15 kilogramos, dependiendo del tamaño. Los modelos pueden poseer o no empuñaduras internas y/o externas.

## Riesgos
Las esferas no están exentas de riesgos. Por un mal cierre de la entrada o si llega a producirse un orificio, la esfera se desinflará y por el peso de la persona comenzará a hundirse, lo que produce que se llene rápidamente de agua; si se mantiene unida con una cuerda, puede ser rápidamente arrastrada desde tierra. Pueden producirse lesiones por golpes contra personas en otras esferas o contra cualquier superficie dura. Otro peligro es la sofocación, ante el calor interno producido por el cuerpo y por el sol, la nula ventilación y el mayor consumo de oxígeno que implica la actividad aeróbica, elevando con la exhalación los niveles de dióxido de carbono contenidos en su interior.